# Crew Dragon Demo 2
Crew Dragon Demo 2 (alternativně SpX DM-2) byl druhý testovací let americké kosmické lodi typu Crew Dragon k Mezinárodní vesmírné stanici (ISS) a zároveň první pilotovaný let této lodi. Start úspěšně proběhl 30. května 2020. Loď byla vynesena raketou Falcon 9 Block 5 z Kennedyho vesmírného střediska k ISS, kam o den později dopravila dva členy návštěvnické posádky. Po dvouměsičním pobytu ve vesmíru přistála 2. srpna 2020 ve 18:48 UTC v Mexickém zálivu poblíž města Pensacola u severozápadního pobřeží Floridy, kde ji vyzvedla loď GO Navigator.
Tato mise se stala prvním pilotovaným vesmírným letem startujícím z USA od poslední mise raketoplánu v roce 2011 a dopravila tak nazpět americkou vlaječku, kterou za tím účelem na ISS zanechala posádka letu STS-135.

## Kosmická loď Crew Dragon
Crew Dragon je kosmická loď pro lety s posádkou navržená v rámci programu NASA CCDev, (Commercial Crew Development) společností SpaceX, především pro dopravu astronautů na Mezinárodní vesmírnou stanici. SpaceX ale loď používá i pro další účely mimo spolupráci s NASA (komerční programy Inspiration4, Axiom Space a Polaris).  

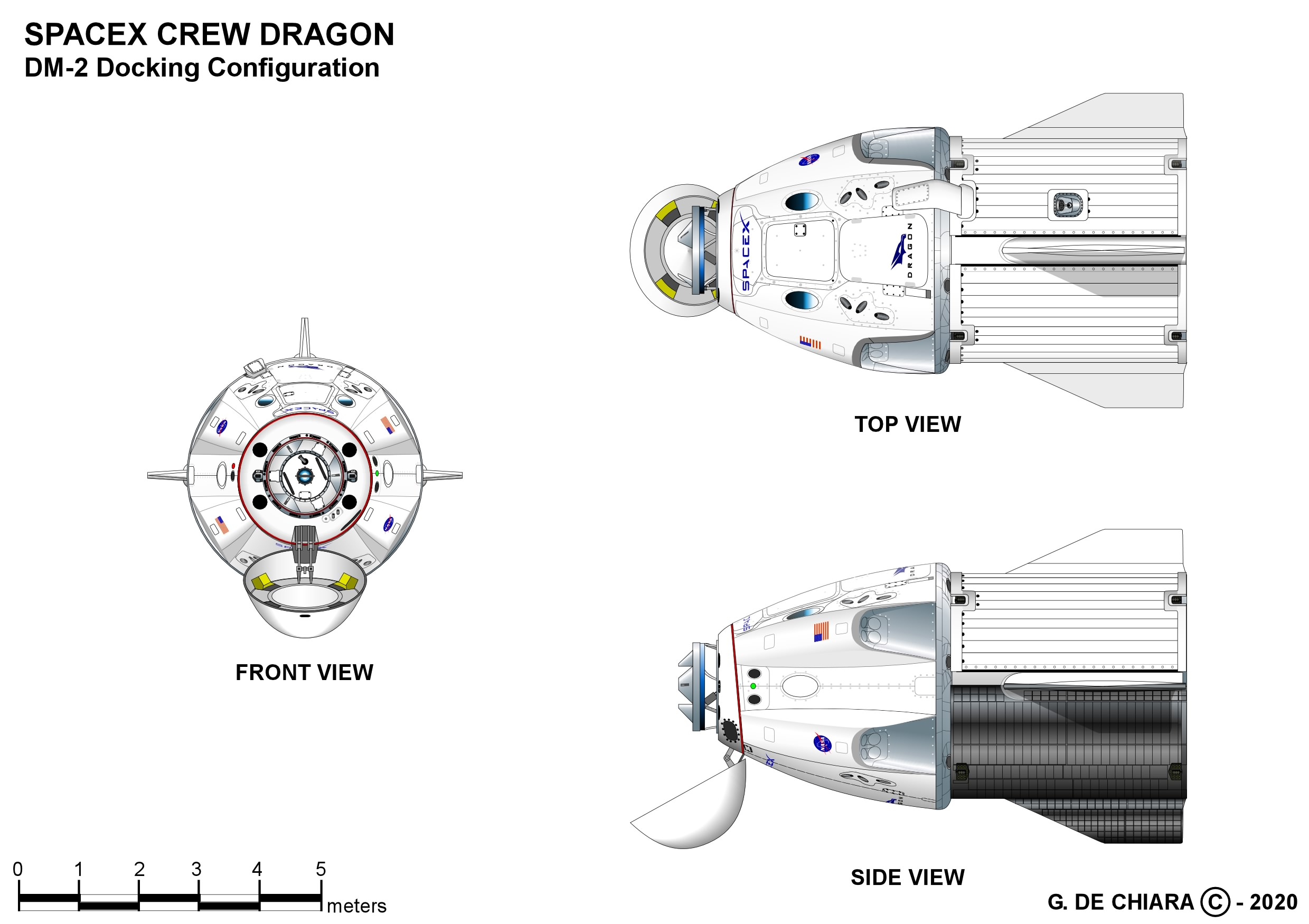
Crew Dragon v letové konfiguraci.

Crew Dragon tvoří znovupoužitelná kabina kónického tvaru a nástavec v podobě dutého válce (tzv. trunk). V kabině je hermetizovaný prostor o objemu 9,3 m3, v němž lze umístit sedačky až pro sedm osob (NASA pro lety k ISS využívá 4 místa). Nástavec je možné využít pro dopravu nákladu, který nemusí být umístěn v hermetizovaném prostoru (např. zařízení určeného pro umístění na vnější straně ISS, tedy v otevřeném kosmickém prostoru. Sestava kabiny a nástavce ve startovní pozici měří na výšku 8,1 metru a v průměru má 4 metry. 

## Příprava a průběh letu
V srpnu roku 2018 byl start plánován na nejdříve duben 2019. V téže době se objevily informace, že se prověřuje možnost změnit původní testovací let na plnohodnotný let, který by na stanici dopravil dlouhodobou expedici. Takový postup byl zvolen u prvního pilotovaného letu lodi CST-100 Starliner od společnosti Boeing. V říjnu 2018 byl oznámen odklad na červen 2019. V únoru 2019 byl oznámen odklad na červenec 2019.
Dne 20. dubna 2019 došlo k anomálii při testu motorů kabiny C201, ta byla při nehodě zcela zničena. Tato kabina byla předtím použita při nepilotovaném letu Crew Dragon Demo 1 a měla být použita znovu pro test záchranného systému lodi, který měl simulovat selhání rakety za letu. Nehoda způsobila, že kabina C203, původně plánovaná pro první pilotovaný let, byla přesunuta na test záchranného systému a pro let DM-2 byla použita kabina C204. Nehoda také způsobila další odklad mise.
V dubnu 2020 byl start mise naplánován na středu 27. května 2020 20:33 UTC. Posádka měla podle původních plánů na ISS strávit asi 14 dní, později ale bylo oznámeno, že posádka projde dodatečným tréninkem a mise bude trvat několik měsíců.
První pokus o start byl zrušen 16 minut a 54 sekund před plánovaným vzletem, kvůli nepříznivému počasí, způsobenému tropickou bouří Bertha. Náhradní termín byl stanoven na sobotu 30. května 2020 19:22 UTC, kdy kosmická loď úspěšně odstartovala. Po asi 19 hodinách letu pak 31. května ve 14:16 UTC zadokovala u ISS.
Od ISS se loď odpojila 1. srpna 2020 ve 23:35 UTC. Dragon měl podle původních předpokladů přistát v Atlantském oceánu poblíž Floridy. Tento plán byl ale změněn a 2. srpna 2020 v 18:48 UTC přistála loď na hladině Mexického zálivu.

## Posádka
Hlavní posádka:
- Douglas Hurley (3), NASA - velitel
- Robert Behnken (3), NASA - pilot

V závorkách je uveden dosavadní počet letů do vesmíru včetně této mise.
Záložní posádka:
- Michael Hopkins (2), NASA
- Victor Glover (1), NASA

## Galerie

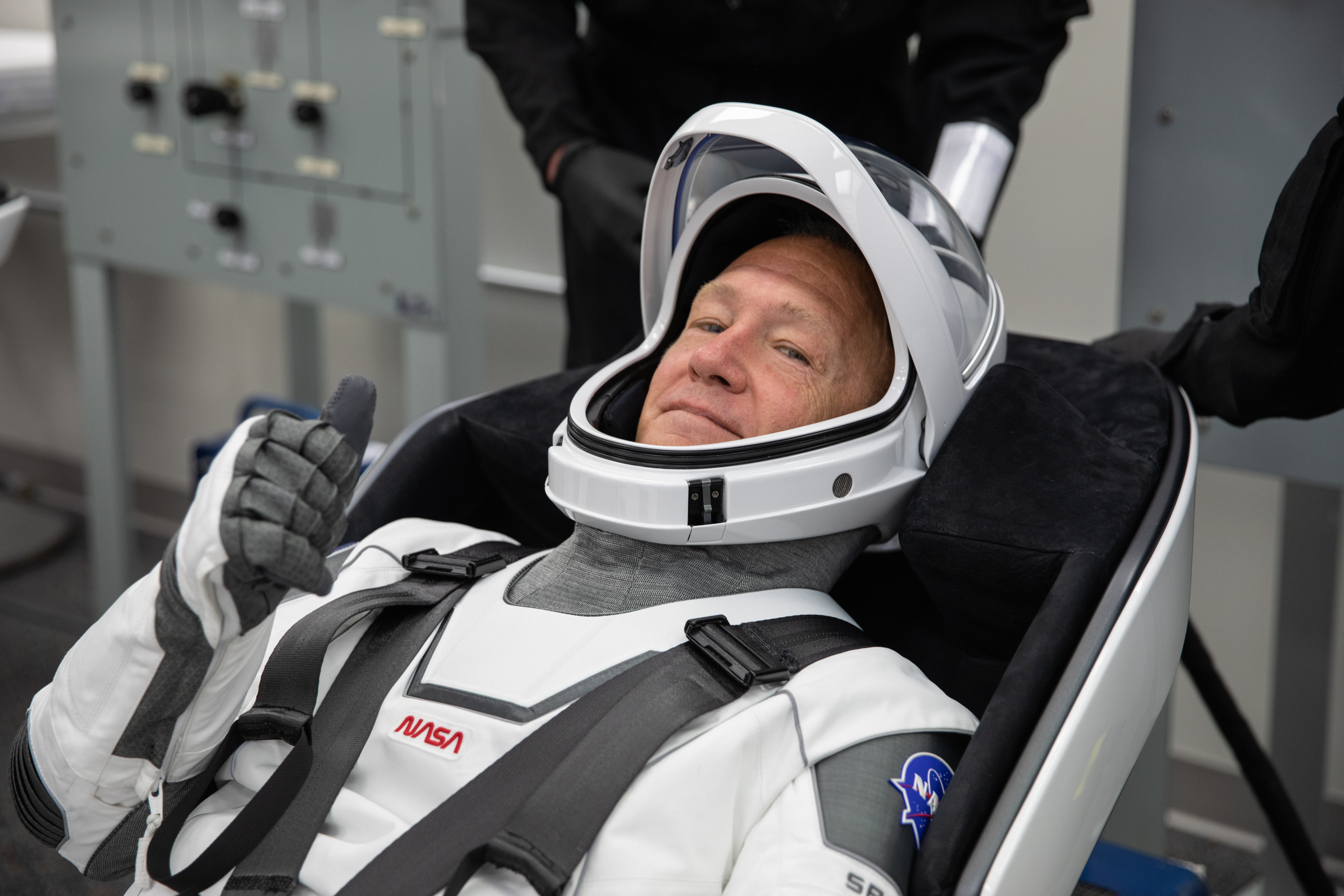
Velitel mise – Doug Hurley.
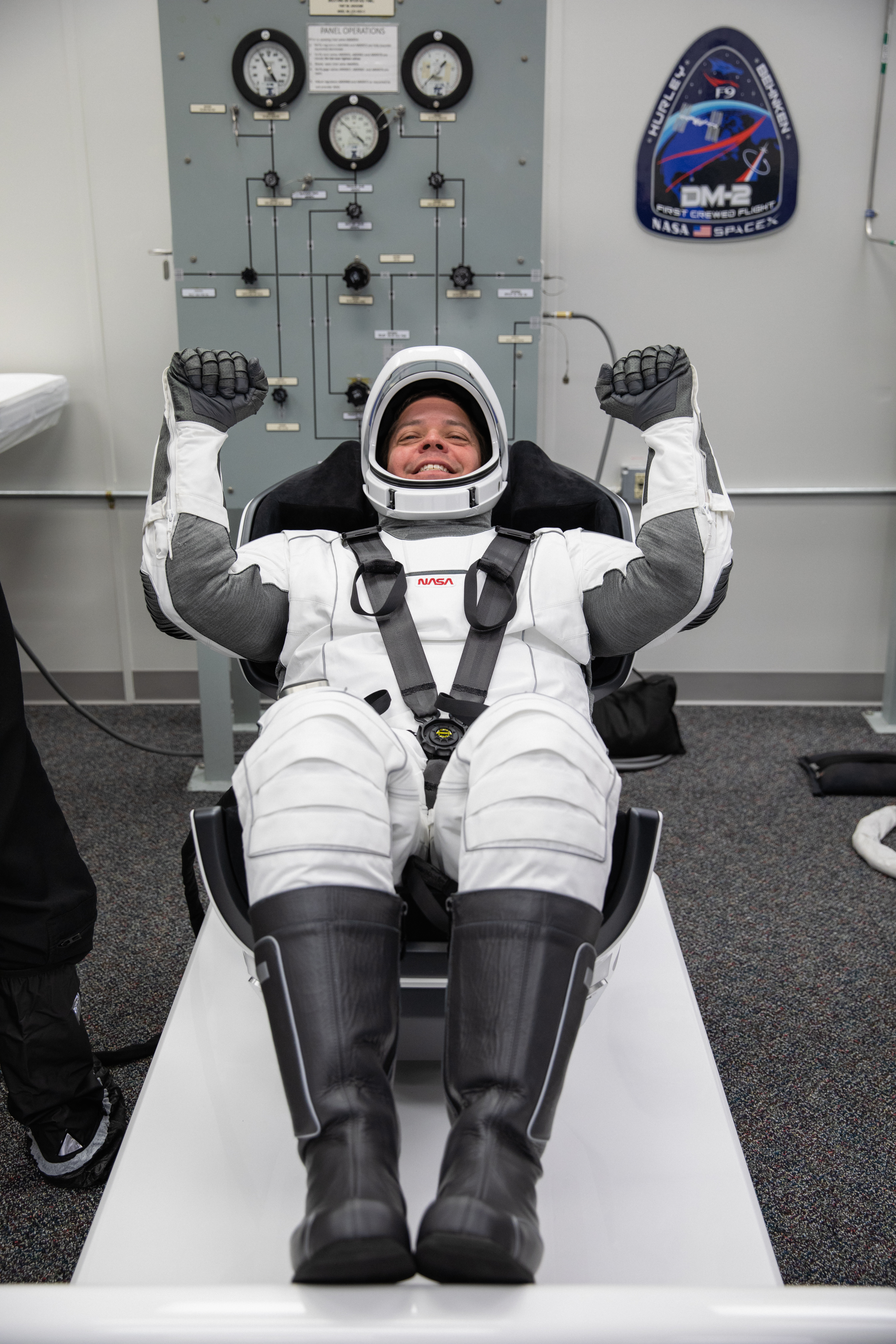
Pilot mise – Bob Benkhen.
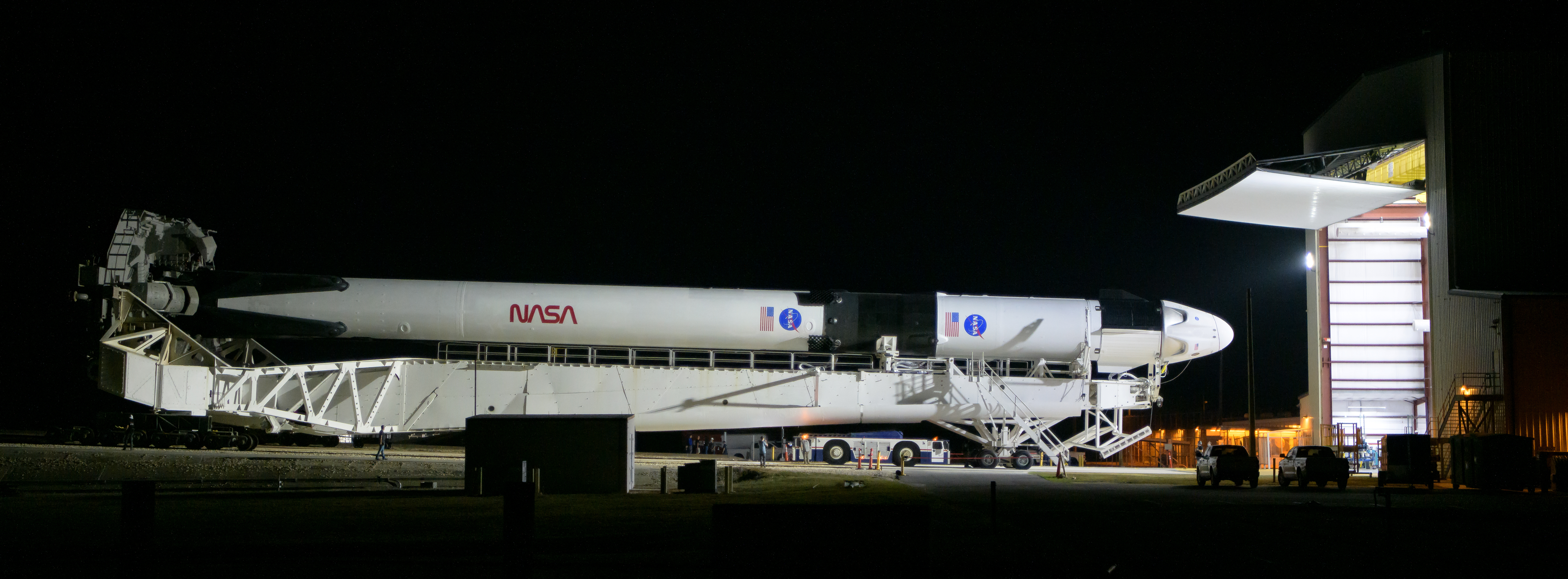
Vývoz rakety Falcon 9 s lodí Crew Dragon na startovací rampu.
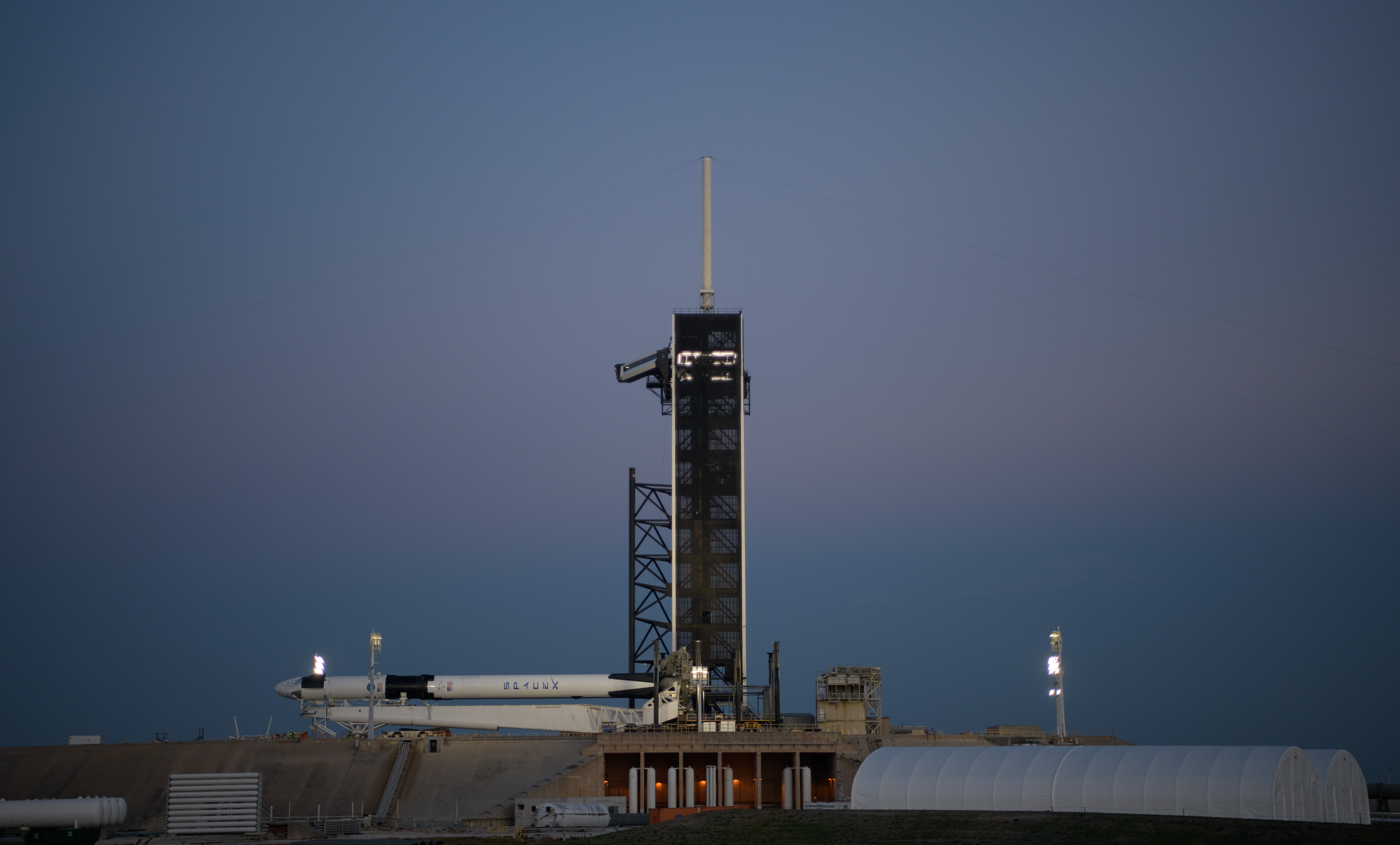
Vývoz rakety Falcon 9 s lodí Crew Dragon na startovací rampu.
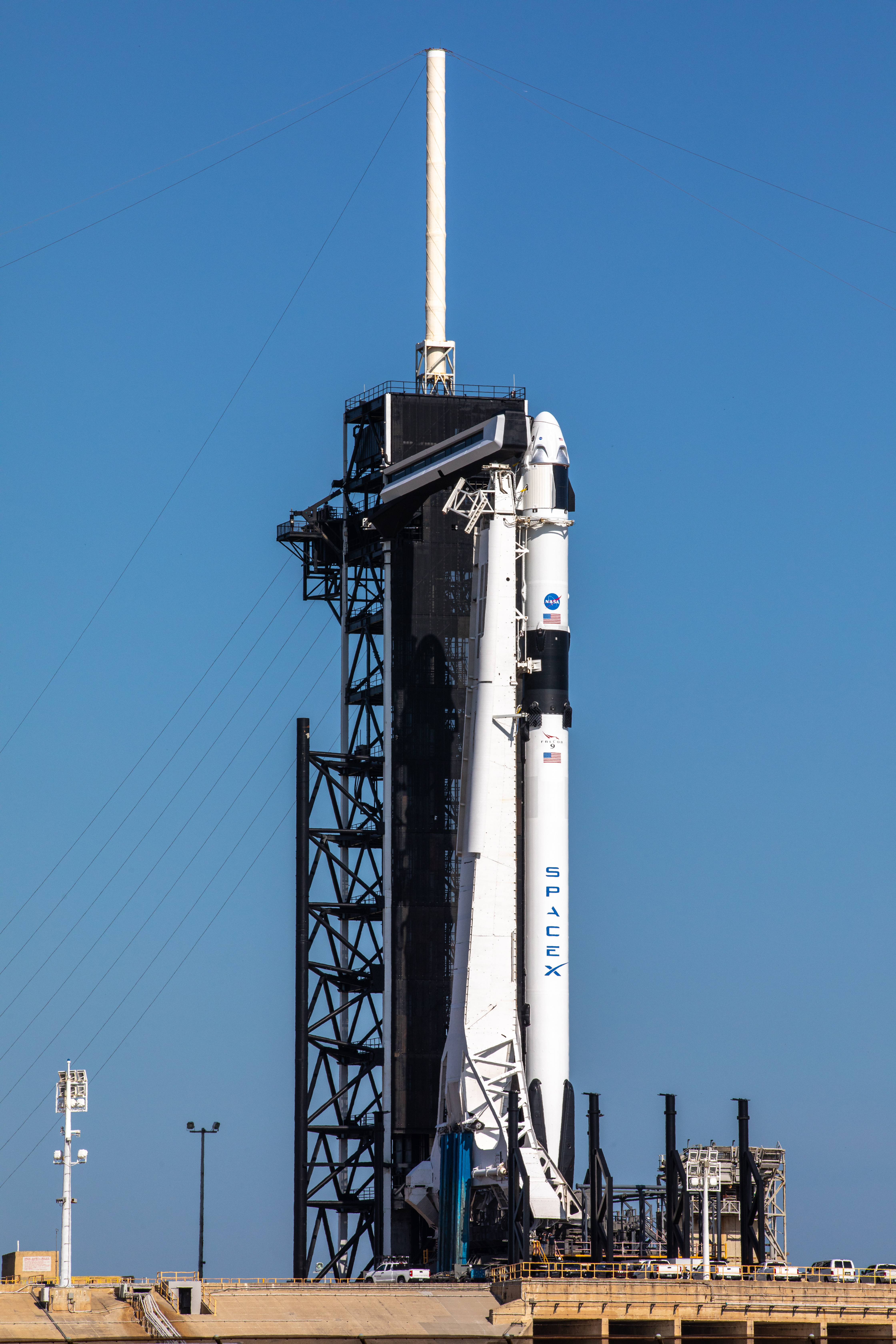
Raketa Falcon 9 s lodí Crew Dragon na startovací rampě.
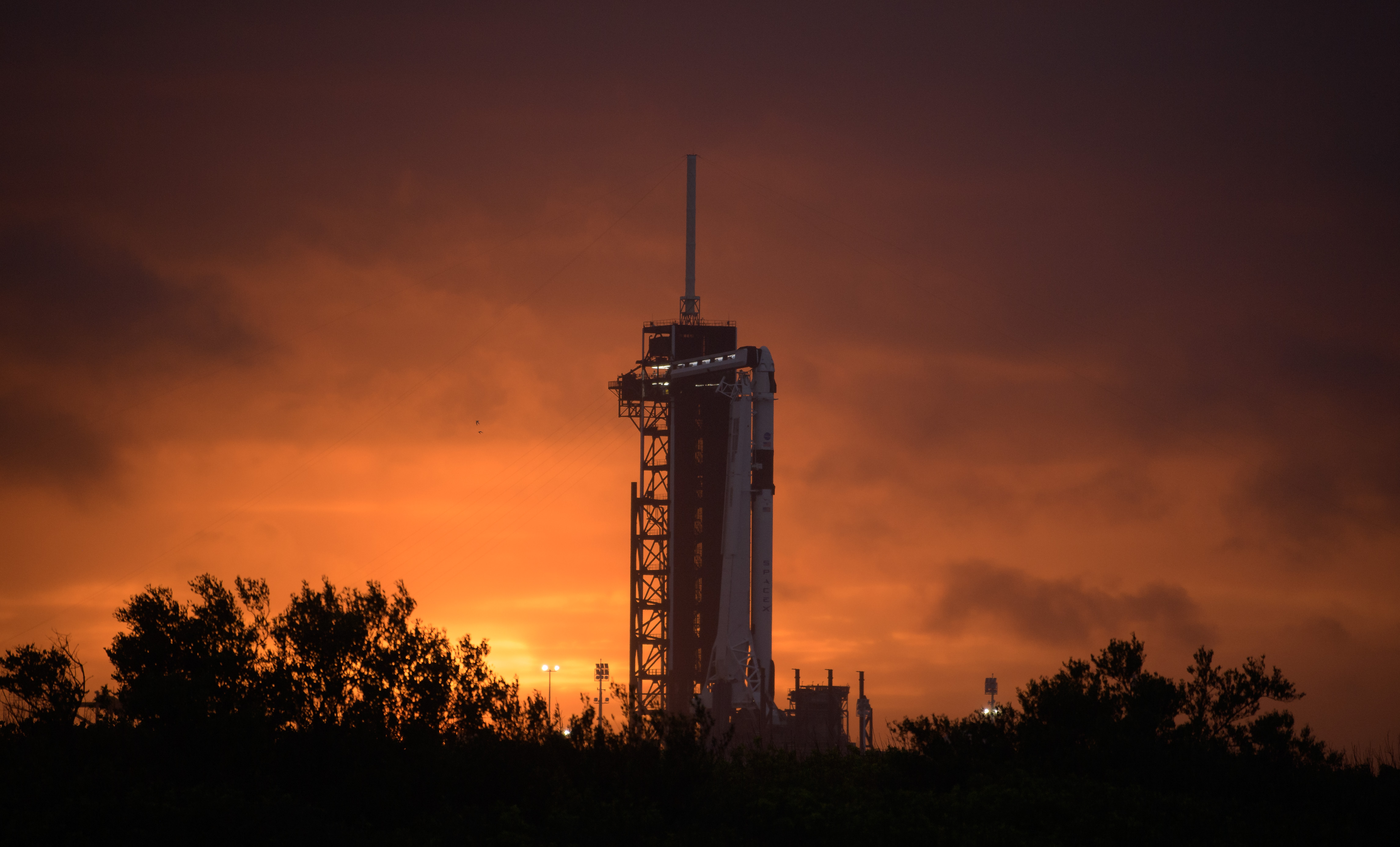
Raketa Falcon 9 s lodí Crew Dragon na startovací rampě.
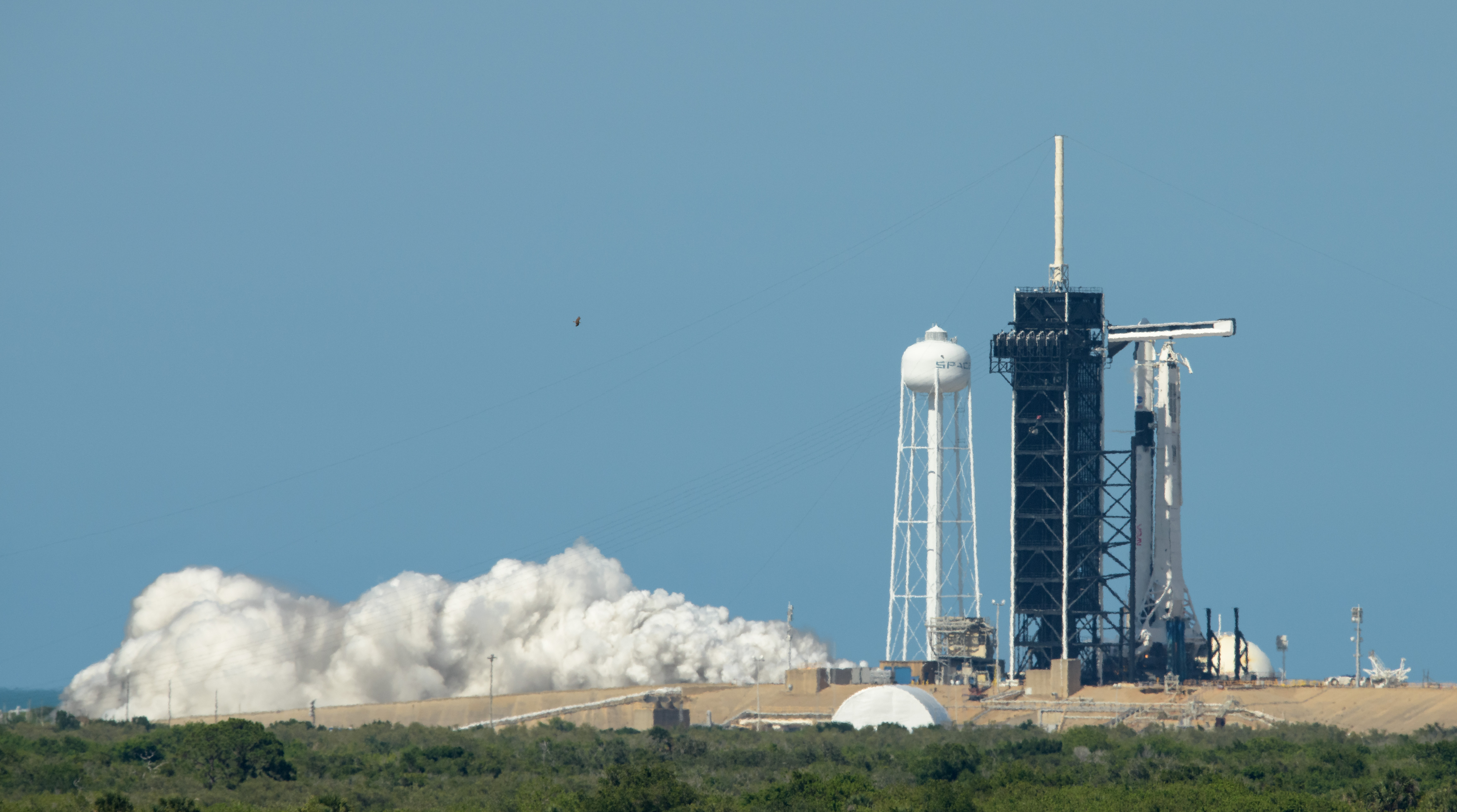
Statický zážeh před misí Demo-2.
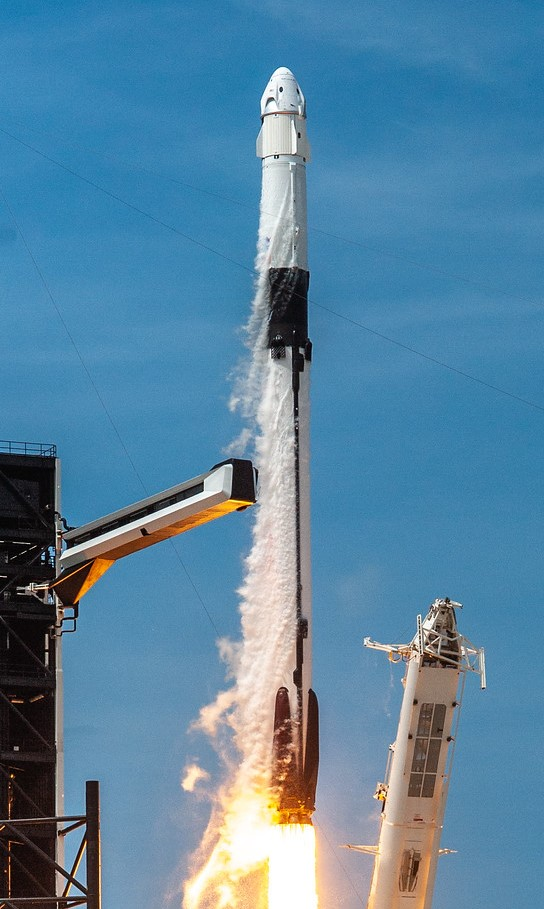
Start mise Demo-2.
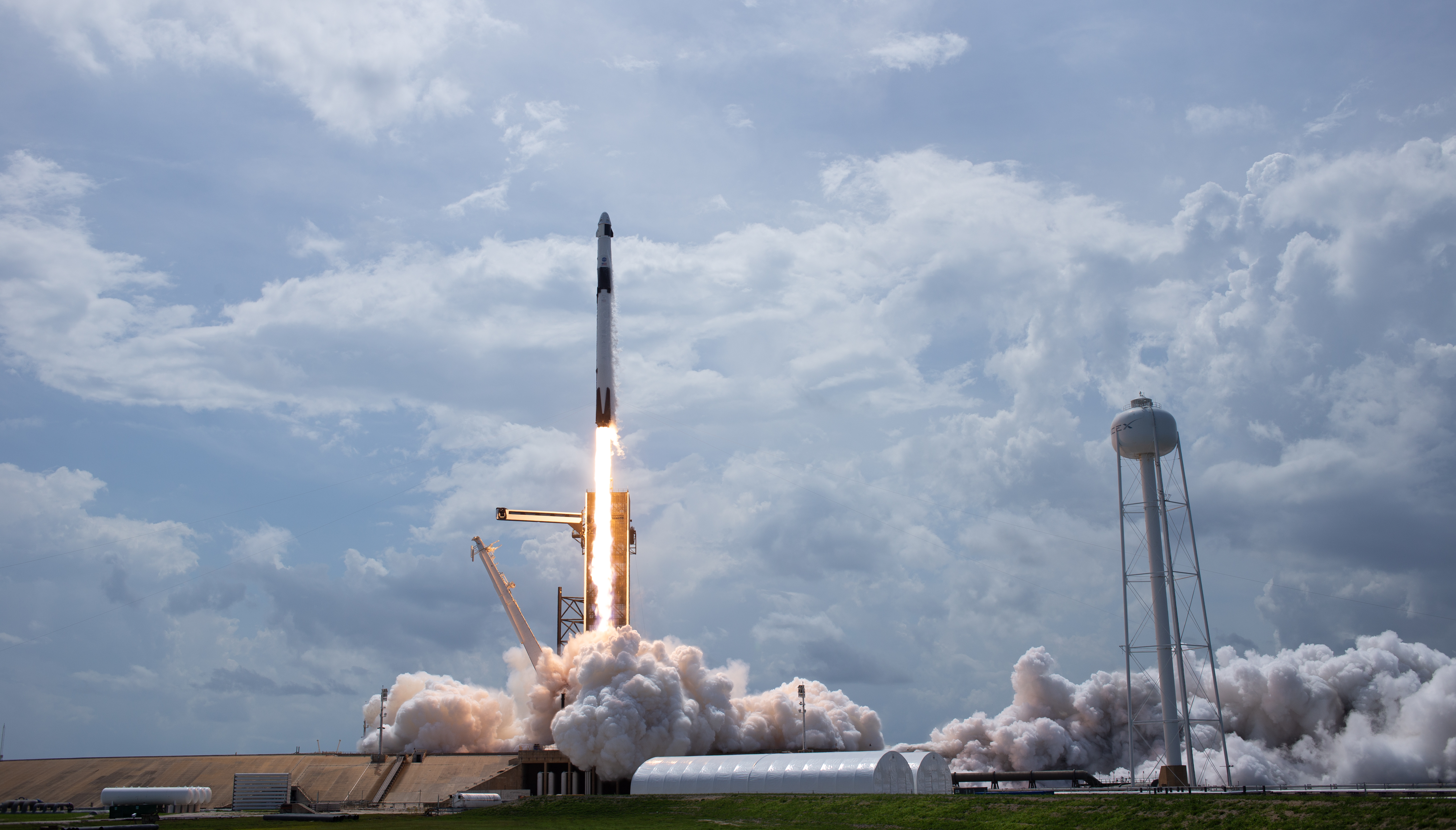
Start mise Demo-2.
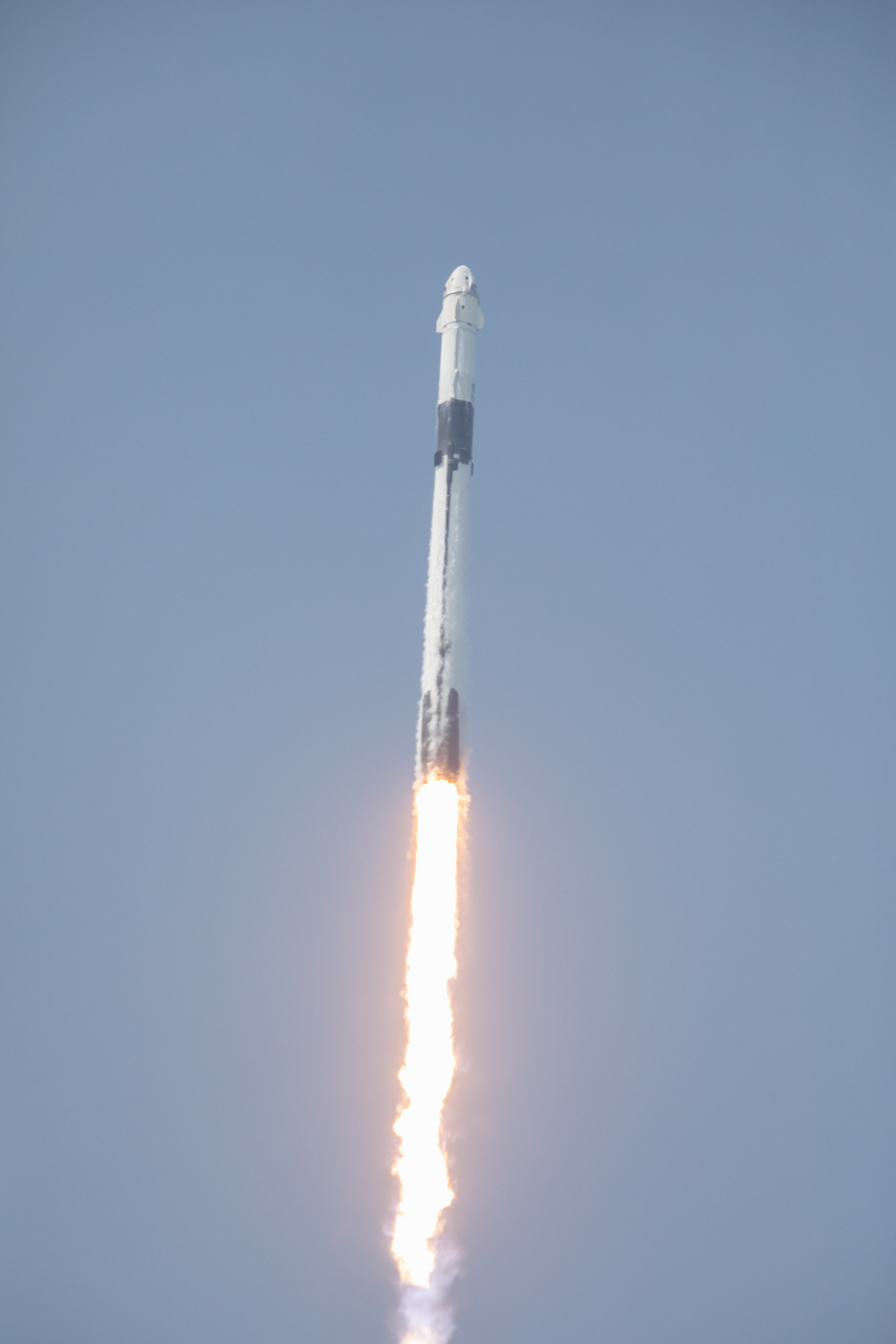
Start mise Demo-2.
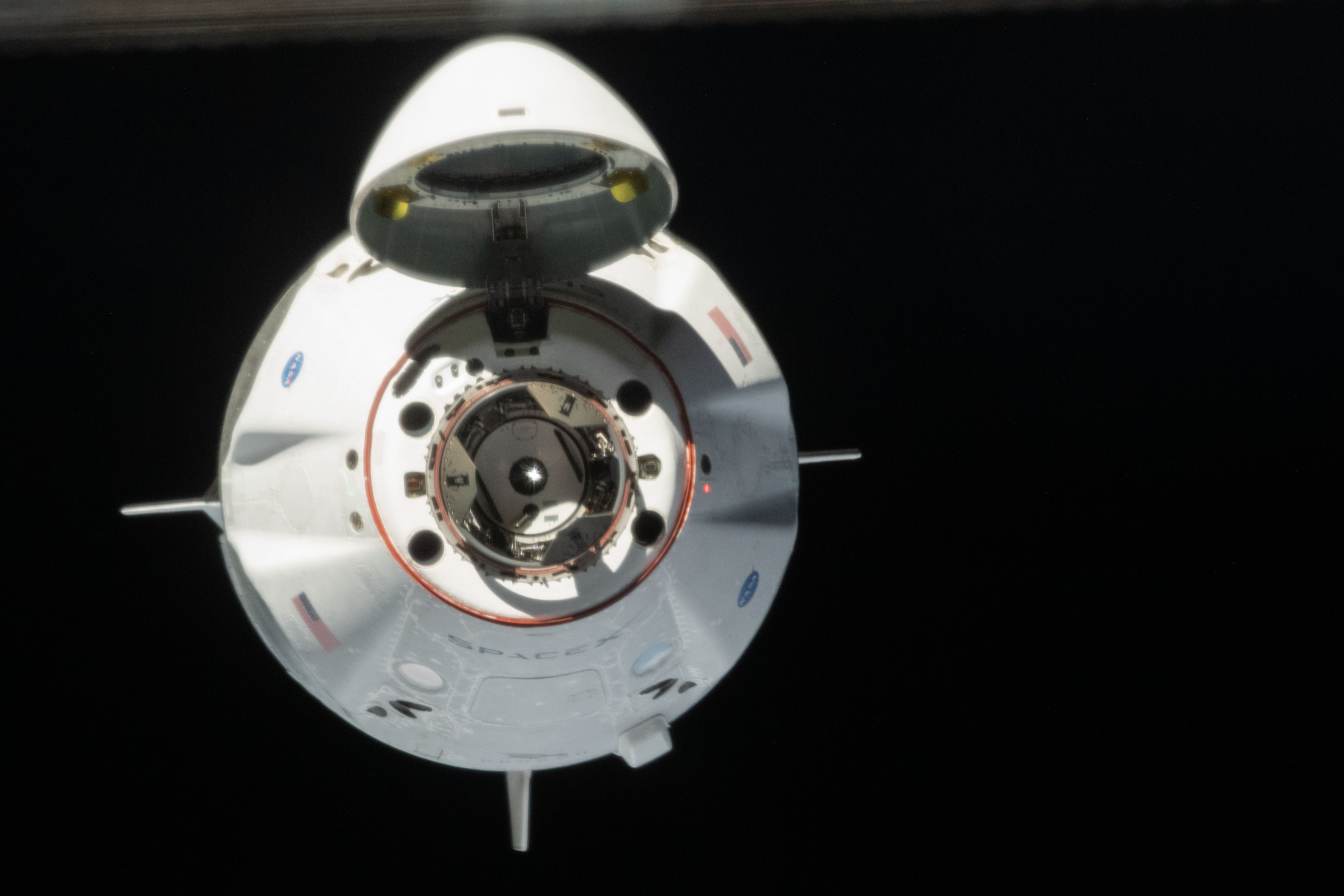
Přílet lodi Crew Dragon k ISS během mise Demo-2.
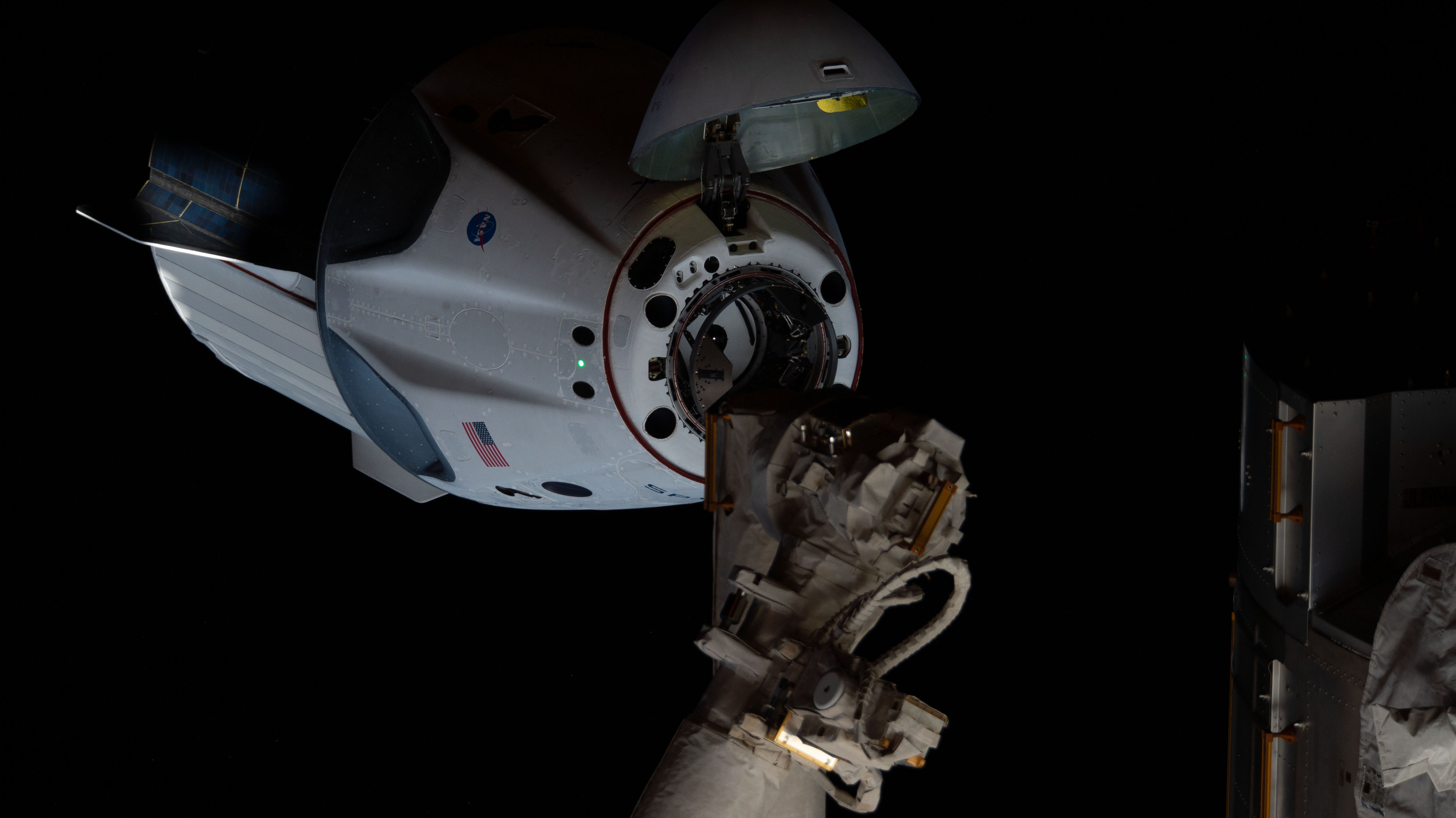
Přílet lodi Crew Dragon k ISS během mise Demo-2.
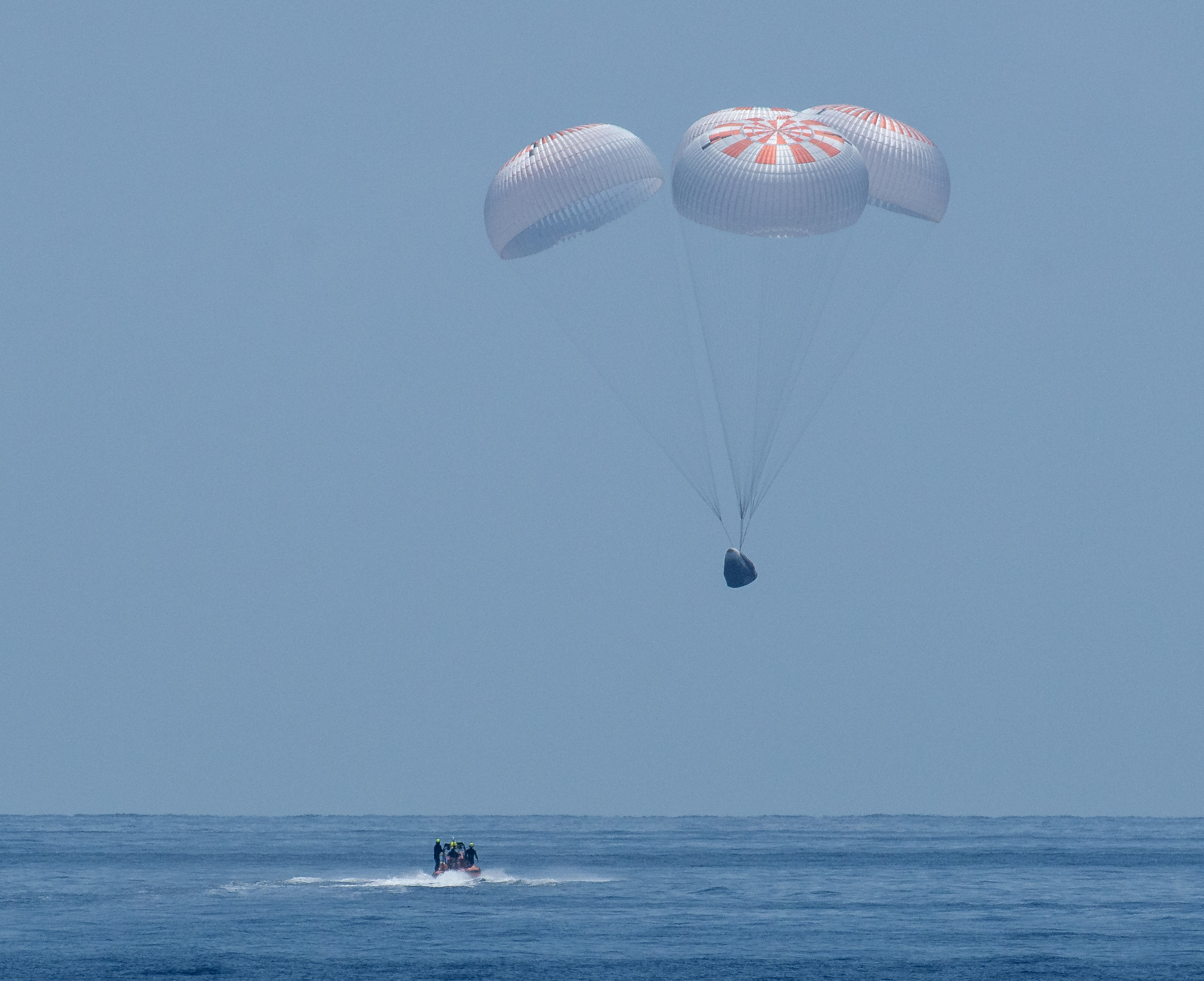
Přistání lodi Crew Dragon během mise Demo-2.
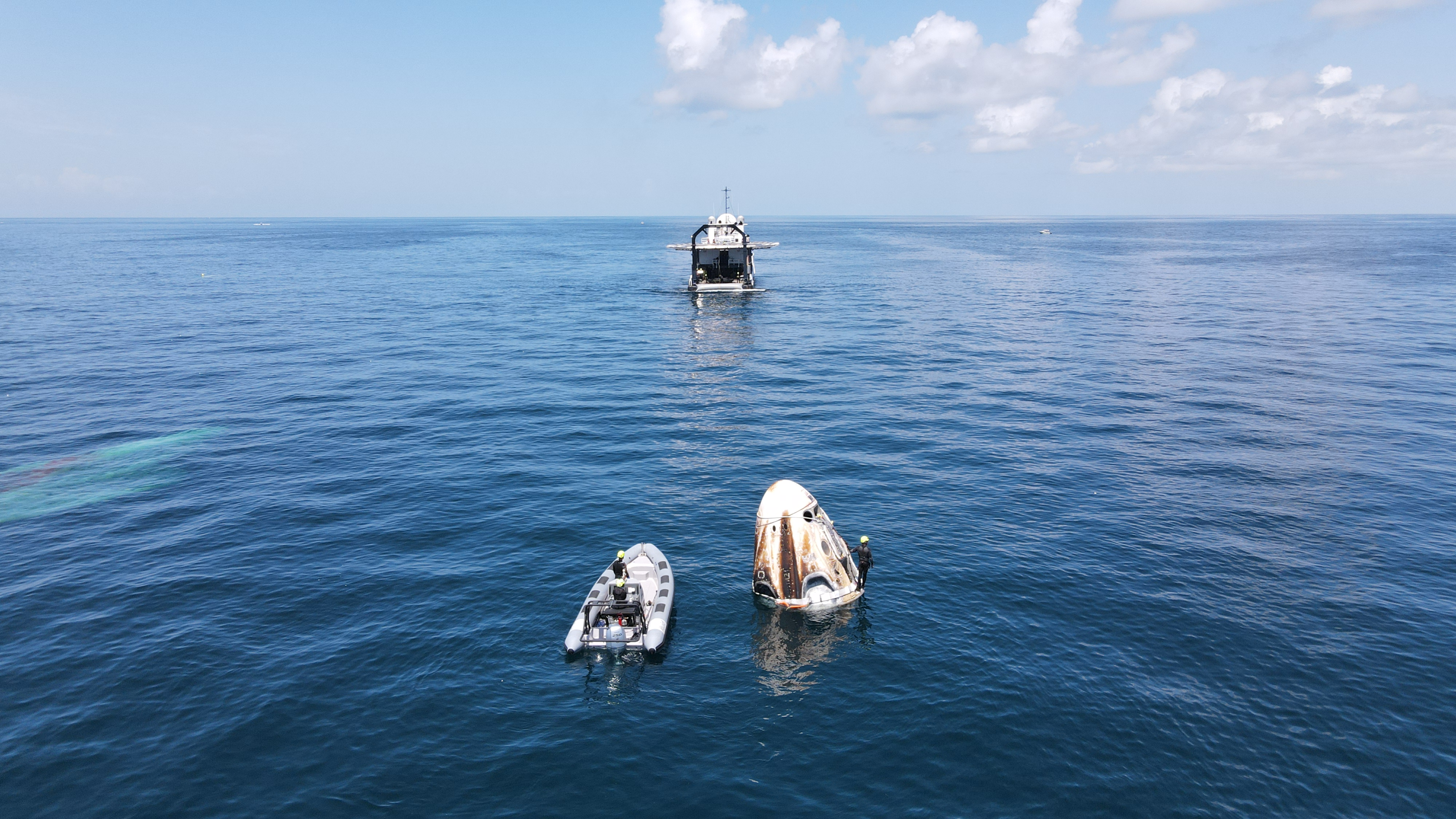
Přistání lodi Crew Dragon během mise Demo-2.
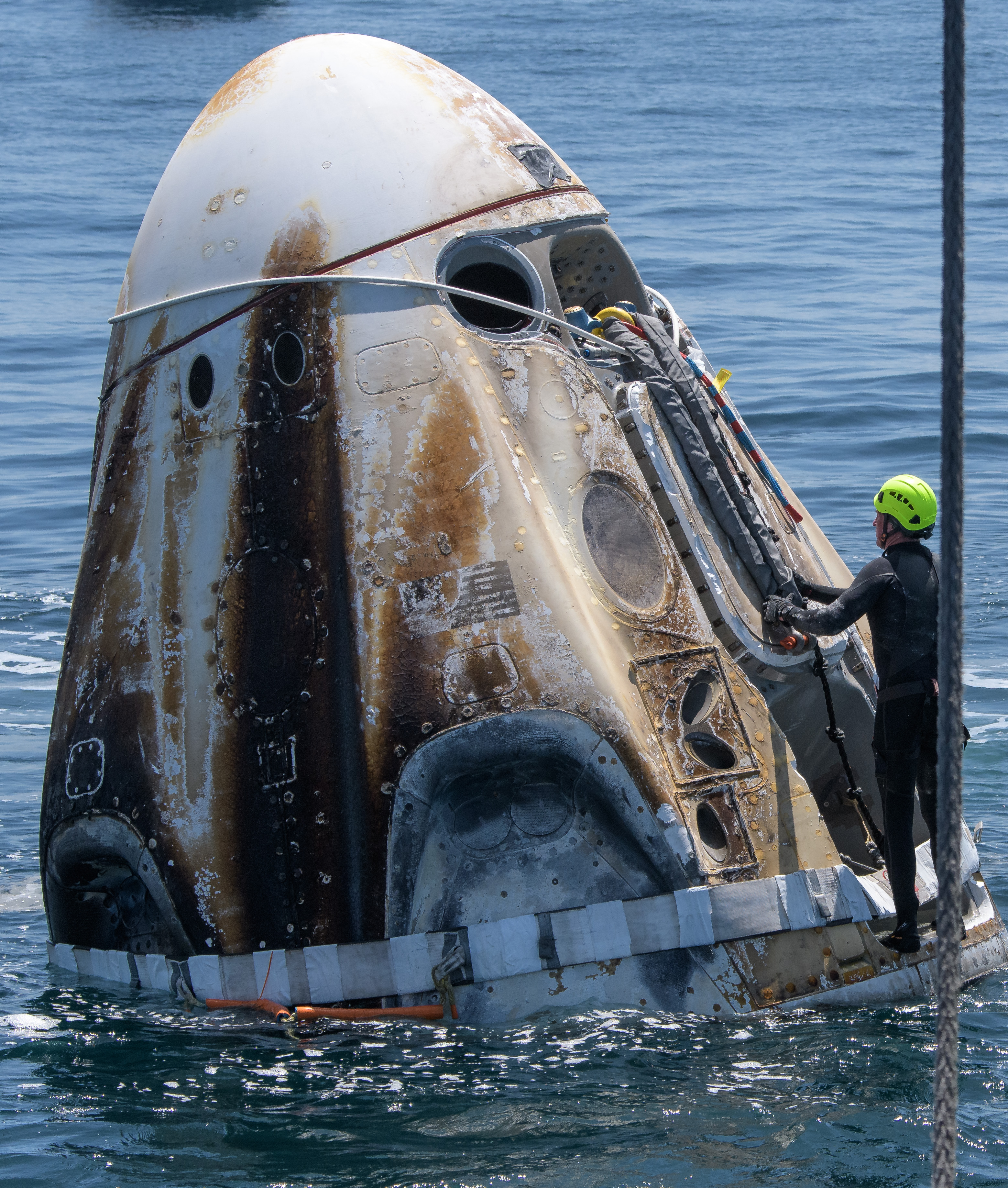
Kosmická loď Crew Dragon po přistání.
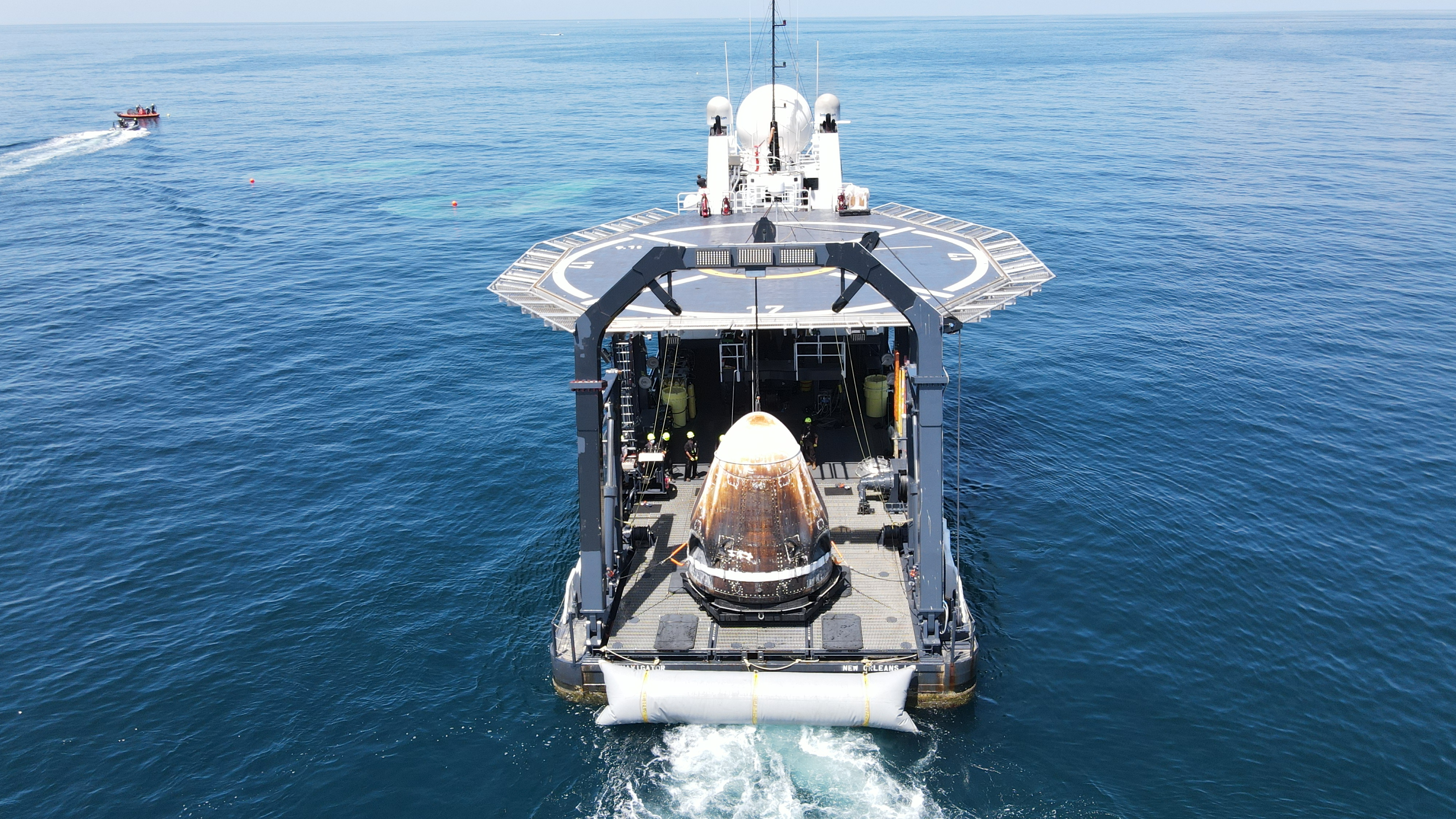
Kosmická loď Crew Dragon po přistání.
- Kosmická loď Crew Dragon po přistání.
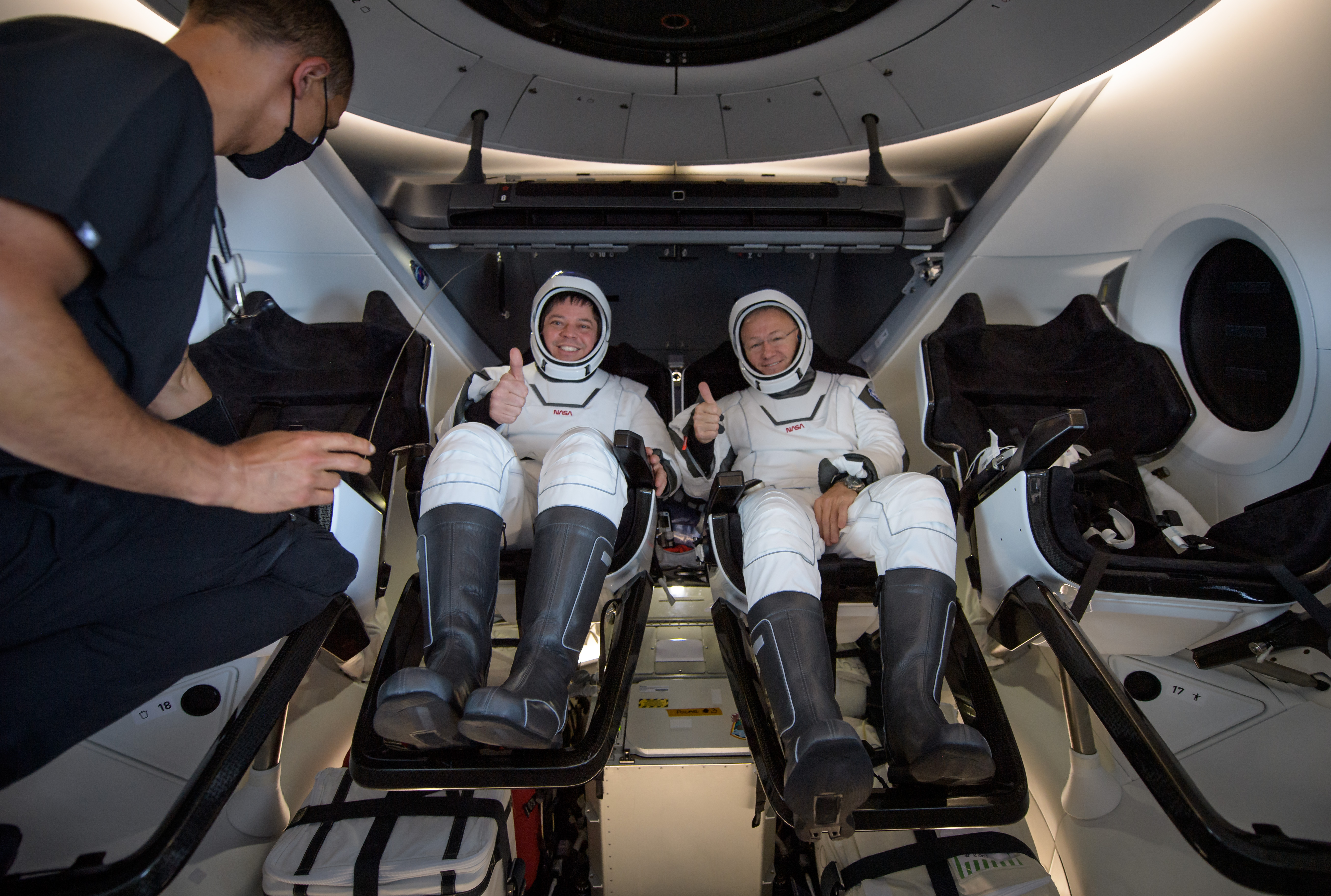
Posádka mise Demo-2 po přistání.